# 1949年の法
1949年の法関連の出来事。

## できごと

### 1月
- 1月1日 - 刑事訴訟法施行
- 1月23日 - 第1回目の最高裁判所裁判官国民審査
- 1月28日 - 国際連合安全保障理事会決議67採択

### 2月
- 2月10日 - 国際連合安全保障理事会決議68採択

### 3月
- 3月4日 - 国際連合安全保障理事会決議69採択
- 3月7日 - 国際連合安全保障理事会決議70採択

### 4月
- 4月1日 - 北大西洋条約調印
- 4月12日 - 国際法委員会第1回会期開会
- 4月13日 - ニュルンベルク継続裁判・大臣裁判終了

### 5月
- 5月5日 - ロンドン条約締結により、欧州評議会発足
- 5月11日 - 国際連合総会決議273採択
- 5月16日 - 簡易生命保険法公布
- 5月23日 - ドイツ連邦共和国基本法公布
- 5月24日
  - ドイツ連邦共和国基本法施行
  - 旧通商産業省設置法公布
  - 年齢のとなえ方に関する法律公布
- 5月25日 - 旧通商産業省設置法施行により通商産業省発足、これにより貿易庁・石炭庁廃止
- 5月31日
  - 総理府設置法・厚生省設置法・大蔵省設置法・文部省設置法・農林省設置法公布
  - 教育職員免許法公布
  - 人権擁護委員法公布
  - 犯罪者予防更生法公布
  - 司法試験法公布、同日施行

### 6月
- 6月1日
  - 総理府設置法施行により、総理府・特別調達庁発足、宮内府が宮内庁に改称
  - 厚生省設置法施行により、厚生省発足
  - 大蔵省設置法施行により、大蔵省・国税庁発足
  - 文部省設置法施行により、文部省発足
  - 農林省設置法施行により、農林省発足
  - 郵政省設置法施行により、郵政省発足
  - 国家行政組織法施行により、食糧庁・林野庁・水産庁発足、法務庁が法務府に改組
  - 人権擁護委員法施行
  - 簡易生命保険法施行
  - 労働組合法公布
- 6月10日
  - 弁護士法公布
  - 労働組合法施行により、旧労働組合法廃止
- 6月27日 - 国際連合安全保障理事会決議71採択

### 7月
- 7月1日 - 犯罪者予防更生法施行

### 8月
- 8月11日
  - 国際連合安全保障理事会決議72採択
  - 国際連合安全保障理事会決議73採択
- 8月12日 - 戦時における文民の保護に関するジュネーヴ条約調印

### 9月
- 9月1日
  - 教育職員免許法施行
  - 弁護士法施行
- 9月16日 - 国際連合安全保障理事会決議74採択
- 9月27日 - 国際連合安全保障理事会決議75採択
- 9月29日 - 中国人民政治協商会議共同綱領公布

### 10月
- 10月5日 - 国際連合安全保障理事会決議76採択
- 10月11日 - 国際連合安全保障理事会決議77採択
- 10月18日 - 国際連合安全保障理事会決議78採択

### 11月
- 11月26日 - インド憲法成立

### 12月
- 12月12日 - 政府契約の支払遅延防止等に関する法律公布、同日施行
- 12月15日 - 私立学校法公布
- 12月25日 - ハバロフスク裁判開始

### 日付不詳
- 南アフリカ共和国で雑婚禁止法成立